# Ciliegia Arecca
La ciliegia Arecca, denominata anche Recca o della Recca, è una varietà di ciliegia tipica della Campania.

## Storia
Le prime testimonianze storiche di tale varietà di ciliegia risalgono al 1550, e ne attribuiscono l'introduzione nel Napoletano a Gaspare Ricca che, sposando una nobildonna di Marano, divenne proprietario di un ampio appezzamento di terreno che si estendeva dalla collina dei Camaldoli fino all'attuale quartiere partenopeo di Pianura. La denominazione Arecca, che oggi indica la collina di Marano e la cultivar di ciliegie prodotte in quest'area (la zona della Recca), deriverebbe appunto dalla deformazione del cognome del proprietario (Ricca>Recca) .
La tradizione locale racconta, invece, che l'albero fu importato dall'amante del re di Spagna, Caterina Manriquez, quando fu cacciata da Madrid a seguito della scoperta della sua tresca, ad opera della regina, e fu spedita a Marano col titolo di principessa. Costei, per ricordarsi della sua terra, portò con sé una dozzina di alberelli di ciliegio che piantò appunto sulla Recca, dando vita a questa varietà.

## Caratteristiche
Tale tipica ciliegia ha un colore rosa-pallido ed un frutto duro, carnoso e bianco, e compie la maturazione a giugno.
La produzione è destinata prevalentemente al consumo fresco, ma è utilizzata anche per preparare sciroppi, succhi, canditi, marmellate e distillati.